# Monica Vitti
Maria Luisa Ceciarelli (Roma, 3 de noviembre de 1931-ib, 2 de febrero de 2022), conocida artísticamente como Monica Vitti, fue una actriz italiana, una de las más importantes del género cómico italiano del cine de los años 1970. Tuvo también papeles dramáticos y destacó particularmente en estos últimos. Actuó en un gran número de largometrajes, y también trabajó como directora (Scandalo segreto, 1989).

## Biografía
Su padre era de origen siciliano y su madre de Bolonia. De pequeña vivió en Messina durante ocho años. A los catorce años debutó en el teatro interpretando a una madre que pierde a su hijo en el combate. 
Se graduó en la Academia Nacional de Arte Dramático en 1953. En 1954 debutó en el cine con Edoardo Anton en un episodio de Ridere! Ridere! Ridere! y en 1955 ya con nombre artístico de Monica Vitti, derivado del apellido materno Vittiglia con el consejo de uno de sus maestros en la academia, Sergio Tofano, formó parte de su compañía. Tras interpretar a Brecht, Molière y Shakespeare desarrolló su vena cómica.
En 1956 comenzó su carrera artística en el teatro. En 1958 trabajó de nuevo en el cine con otro papel menor en Le dritte pero forjada ya en papeles cómicos en realidad su carrera cinematográfica empieza con Michelangelo Antonioni y La aventura (1960).

## Vida personal

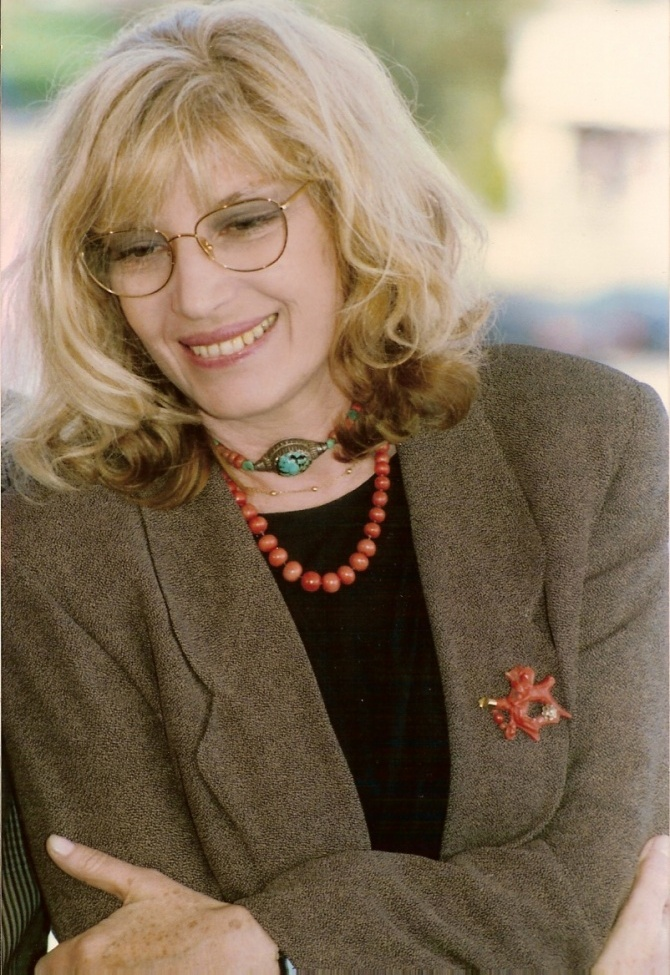
Vitti en 1990.

Se supo muy poco de su vida privada, que siempre evitó airear incluso después de haber publicado en 1993 su autobiografía Sette Sottane. Vivió durante años con Michelangelo Antonioni y más tarde se la relacionó con Carlo Di Palma con quien trabajó a mediados de los setenta. Después se unió al fotógrafo y director Roberto Russo con quien se casó en el 2000 tras veintisiete años de noviazgo. Fue vista en público por última vez en el 2002. Aquejada de alzheimer vivió en Roma al cuidado de sus familiares y falleció el 2 de febrero de 2022.

## Filmografía
| Año  | Película                                                                        | Personaje                                    | Director                                               | Notas         |
| ---- | ------------------------------------------------------------------------------- | -------------------------------------------- | ------------------------------------------------------ | ------------- |
| 1990 | Scandalo segreto                                                                | Margherita                                   | Monica Vitti                                           |               |
| 1986 | Francesca è mia                                                                 | Francesca                                    | Roberto Russo                                          |               |
| 1983 | Flirt                                                                           | Laura                                        | Roberto Russo                                          |               |
| 1982 | Io so che tu sai che io so                                                      | Livia Bonetti                                | Alberto Sordi                                          |               |
| 1982 | Scusa se è poco                                                                 | Renata Adorni / Grazia Siriani               | Marco Vicario                                          |               |
| 1981 | El misterio de Oberwald (Il Mistero di Oberwald)                                | The Queen (la reina)                         | Michelangelo Antonioni                                 |               |
| 1981 | Camera d'albergo                                                                | Flaminia                                     | Mario Monicelli                                        |               |
| 1979 | Camas calientes (Letti selvaggi)                                                | Maria / La prostituta                        | Luigi Zampa                                            |               |
| 1979 | An Almost Perfect Affair                                                        | Maria Barone                                 | Michael Ritchie                                        |               |
| 1978 | Mis maridos y yo (Amori miei)                                                   | Anna Lisa Bianchi                            | Steno                                                  |               |
| 1978 | La Raison d'État                                                                | Angela Ravelli                               | André Cayatte                                          |               |
| 1977 | La otra mitad del cielo (L'altra metà del cielo)                                | Susanna Maccaluso                            | Franco Rossi                                           |               |
| 1977 | Mimì Bluette... fiore del mio giardino                                          | Mimì Bluette                                 | Carlo Di Palma                                         |               |
| 1976 | El regodeo (Basta che non si sappia in giro!...)                                | Armanda/Lia                                  | Luigi Comencini, Nanni Loy                             |               |
| 1975 | La ronda del placer (A mezzanotte va la ronda del piacere)                      | Tina Candela                                 | Marcello Fondato                                       |               |
| 1975 | Qui comincia l'avventura                                                        | Miele                                        | Carlo Di Palma                                         |               |
| 1974 | El fantasma de la libertad (Le fantôme de la liberté)                           | Mme Foucaud / Mrs. Foucauld                  | Luis Buñuel                                            |               |
| 1973 | Esa rubia es mía (Polvere di stelle)                                            | Dea Dani                                     | Alberto Sordi                                          |               |
| 1973 | Tosca (La Tosca)                                                                | Floria Tosca                                 | Luigi Magni                                            |               |
| 1973 | Teresa la ladrona (Teresa la ladra)                                             | Teresa                                       | Carlo Di Palma                                         |               |
| 1971 | El proxeneta y la testigo                                                       | Isolina Pantò                                | Franco Giraldi                                         |               |
| 1970 | La pacifista                                                                    | Barbara                                      | Miklós Jancsó                                          |               |
| 1970 | El demonio de los celos (Dramma della gelosia (tutti i particolari in cronaca)) | Adelaide Ciafrocchi                          | Ettore Scola                                           |               |
| 1970 | Tres parejas (Le coppie)                                                        | Adele/Giulia (diferentes segmentos del film) | Vittorio De Sica, Mario Monicelli                      |               |
| 1970 | Ninì Tirabusciò: la donna che inventò la mossa                                  | Maria Sarti                                  | Marcello Fondato                                       |               |
| 1969 | Amor mío, ayúdame (Amore mio aiutami)                                           | Raffaella Macchiavelli                       | Alberto Sordi                                          |               |
| 1969 | La femme écarlate                                                               | Eva                                          | Jean Valère                                            |               |
| 1968 | La ragazza con la pistola                                                       | Assunta Patanè                               | Mario Monicelli                                        |               |
| 1967 | Ti ho sposato per allegria                                                      | Giuliana                                     | Luciano Salce                                          |               |
| 1966 | Modesty Blaise                                                                  | Modesty Blaise                               | Joseph Losey                                           |               |
| 1966 | Fai in fretta ad uccidermi... ho freddo!                                        | Giovanna                                     | Francesco Maselli                                      |               |
| 1966 | Las cuatro brujas (Le fate)                                                     | Sabina                                       | Mauro Bolognini, Mario Monicelli                       |               |
| 1965 | Las cuatro muñecas (Le bambole)                                                 | Giovanna                                     | Mauro Bolognini, Luigi Comencini, Dino Risi.           |               |
| 1964 | El desierto rojo (Il deserto rosso)                                             | Giuliana                                     | Michelangelo Antonioni                                 |               |
| 1964 | Il disco volante                                                                | Dolores, la esposa del alcalde               | Tinto Brass                                            |               |
| 1963 | Château en Suède                                                                | Éléonore                                     | Roger Vadim                                            |               |
| 1963 | Dragées au poivre                                                               | Elle                                         | Jacques Baratier                                       |               |
| 1962 | El eclipse (L'Eclisse)                                                          | Vittoria                                     | Michelangelo Antonioni                                 |               |
| 1962 | Las cuatro verdades (Les quatre vérités) - La lepre e la tartaruga              | Maddalena                                    | Luis García Berlanga, Alessandro Blasetti, René Clair. |               |
| 1961 | La noche (La Notte)                                                             | Valentina Gherardini                         | Michelangelo Antonioni                                 |               |
| 1960 | La aventura (L'Avventura)                                                       | Claudia                                      | Michelangelo Antonioni                                 |               |
| 1958 | Le dritte                                                                       | Ofelia Granelli                              | Mario Amendola                                         |               |
| 1954 | Ridere! Ridere! Ridere!                                                         | Maria Teresa                                 | Edoardo Anton                                          | No acreditada |

## Premios y distinciones
Festival Internacional de Cine de Venecia
| Año  | Categoría            | Película | Resultado |
| ---- | -------------------- | -------- | --------- |
| 1995 | León de Oro Especial | Ganadora |           |

Festival Internacional de Cine de San Sebastián
| Año  | Categoría                         | Película                  | Resultado |
| ---- | --------------------------------- | ------------------------- | --------- |
| 1968 | Concha de Plata a la mejor actriz | La ragazza con la pistola | Ganadora  |

Festival Internacional de Cine de Berlín
| Año  | Categoría                                     | Película | Resultado |
| ---- | --------------------------------------------- | -------- | --------- |
| 1984 | Oso de Plata por un logro único sobresaliente | Flirt    | Ganadora  |

## Lectura adicional
- SANTOVENIA, Rodolfo: Las dos caras de Monica. Suplemento Orbe, quincenario editado por Prensa Latina. Año 10, n.º 229, 11-24 de junio del 2011. Publicación exclusiva de La Jornada, sección Cultura, pág. III.